# دار باتو

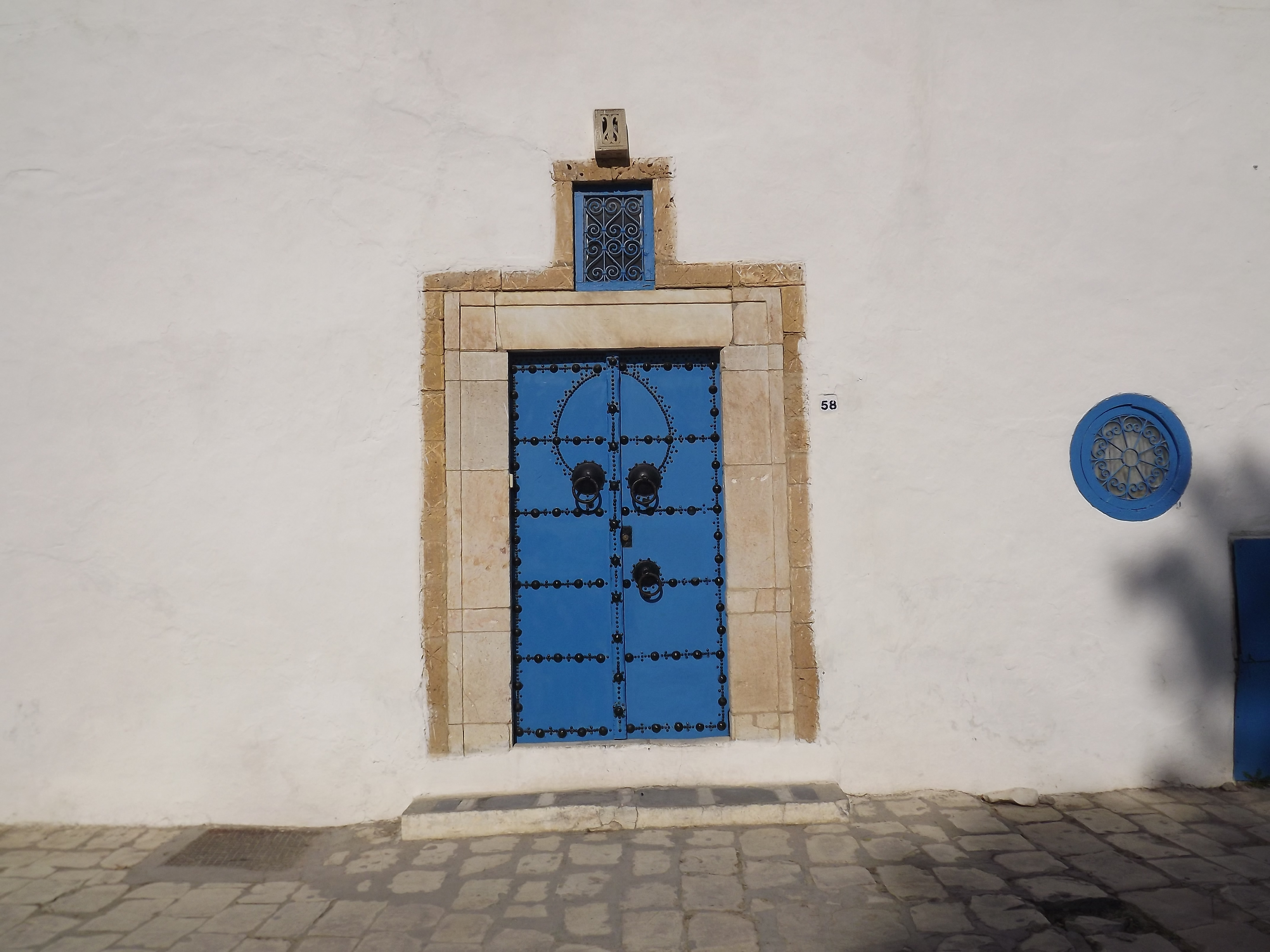
باب المنزل.

دار باتو (بالفرنسية: Dar Patout)‏ هو منزل يقع في سيدي بوسعيد، شمال شرق تونس العاصمة (تونس).

## التاريخ
المنزل هو ثمرة عمل ثلاثة مهندسين: جاك مارمي، مايكل باتو (ابن بيار باتو) وبول إربي. شيد المنزل بين 1945 و1948، ويتميز بواجهته التي بها نافذتين مشبكتين على الطراز الأندلسي وباب مرصع.